# 石川県道176号草深木呂場美川線
石川県道176号草深木呂場美川線（いしかわけんどう176ごう くさぶかころばみかわせん）は、石川県能美郡川北町と同県白山市とを結ぶ一般県道（石川県道）である。

## 路線概要
- 起点：石川県能美郡川北町壱ツ屋241番1地先（＝下先出交差点、石川県道103号鶴来水島美川線交点）
- 終点：石川県白山市美川本吉町丑48番1地先（＝美川中町交差点、石川県道103号鶴来水島美川線交点）

起点より西に進む。川北町役場前を経て、同町の田園地帯を通る。橘南交差点で国道8号をくぐり、朝日交差点付近からカーブし、北へ向かう。橘新交差点で西へ左折し、白山市に入り、終点に至る。

## 歴史
- 1960年（昭和35年）10月15日：路線認定。当時は、能美郡川北村草深（現在の川北町草深交差点）が起点で、同村木呂場や橘などの集落内を通る現道の北を並走するコースだった。

## 接続道路
- 石川県道103号鶴来水島美川線（能美郡川北町壱ツ屋・下先出交差点：起点）
- 石川県道157号松任寺井線（川北町田子島木呂場）
- 国道8号（国道305号と重複）（川北町橘・橘南交差点）
- 石川県道103号鶴来水島美川線（白山市美川本吉町・美川中町交差点：終点）

## 通過する自治体
- 石川県
  - 能美郡川北町 - 白山市

## 周辺
- 川北町役場
- 川北町総合体育館
- 川北町ふれあい健康センター
  - 川北温泉ふれあいの湯
  - 川北町立図書館
- サンアリーナ川北
  - 川北町商工会
- ハチバン本社工場
  - ハチバンフーズパーク
- スーパーセンタープラント3 川北店
- IRいしかわ鉄道線 美川駅